# Kaple svatého Cyrila a Metoděje (Kunratice)
Kaple svatého Cyrila a Metoděje je římskokatolická kaple v Kunraticích (místní část města Šluknov). Barokní sakrální stavba pochází z roku 1723.

## Historie
V místní části Kunratic zvané Hofewiese dal zprvu soukromou kapli postavit v roce 1723 Gottfried Mai. Roku 1752 stavbu daroval obci a pořídil do ní na své náklady zvon. Každoročně v neděli po svátku svatého Jana Křtitele pořádali Kunratičtí procesí do brtnického kostela svatého Martina, a to i přesto, že většina dříve samostatné obce patřila ke šluknovské farnosti (do brtnické farnosti spadala pouze část Horních Kunratic). Zvon v sanktusové vížce vyzváněl pravidelně třikrát denně. Tuto tradici přerušila až druhá světová válka a následné vysídlení původních obyvatel Kunratic. Kaple přišla v poválečném období o vybavení, které bylo zčásti rozkradeno, sošky z kaple pak rozstřílel jistý myslivec. Chátrající stavbu nechal v 90. letech 20. století opravit šluknovský farář Václav Teplý. Za jeho působení byla kaple nově zasvěcena svatým Cyrilovi a Metodějovi (původní zasvěcení se nedochovalo) a jednou ročně se zde u příležitosti jejich svátku sloužila mše svatá. V letech 2002 a 2003 prošla opravou střecha s věžičkou.
Kaple je ve vlastnictví města Šluknov a není památkově chráněna. Pravidelné bohoslužby se v kapli nekonají.

## Popis
Kaple stojí na obdélníkovém půdorysu s trojbokým závěrem. Místo vchodových dveří je osazena uzamykatelná mříž. Vysoký trojúhelníkový štít zdobí prázdná, půlkruhově zakončená nika. V každé z bočních stěn je umístěno jedno půlkruhově zakončené okno. Provizorní fasáda je hrubá, nečleněná. Střechu pokrývá asfaltový šindel. Z její střední části vyčnívá šestiboký sanktusník zakončený cibulovitou bání. Zvon, v pořadí již třetí z roku 1834 od chomutovského Josefa Pietschmanna, se spolu s mobiliářem ztratil v poválečném období. Vpravo vedle kaple stojí kovaný kříž s kamenným podstavcem. V presbytáři stála původně socha zbičovaného Ježíše Krista, kterou po zničení nahradil malý obrázek Panny Marie. Místo původních lavic slouží k sezení špalky.

## Galerie

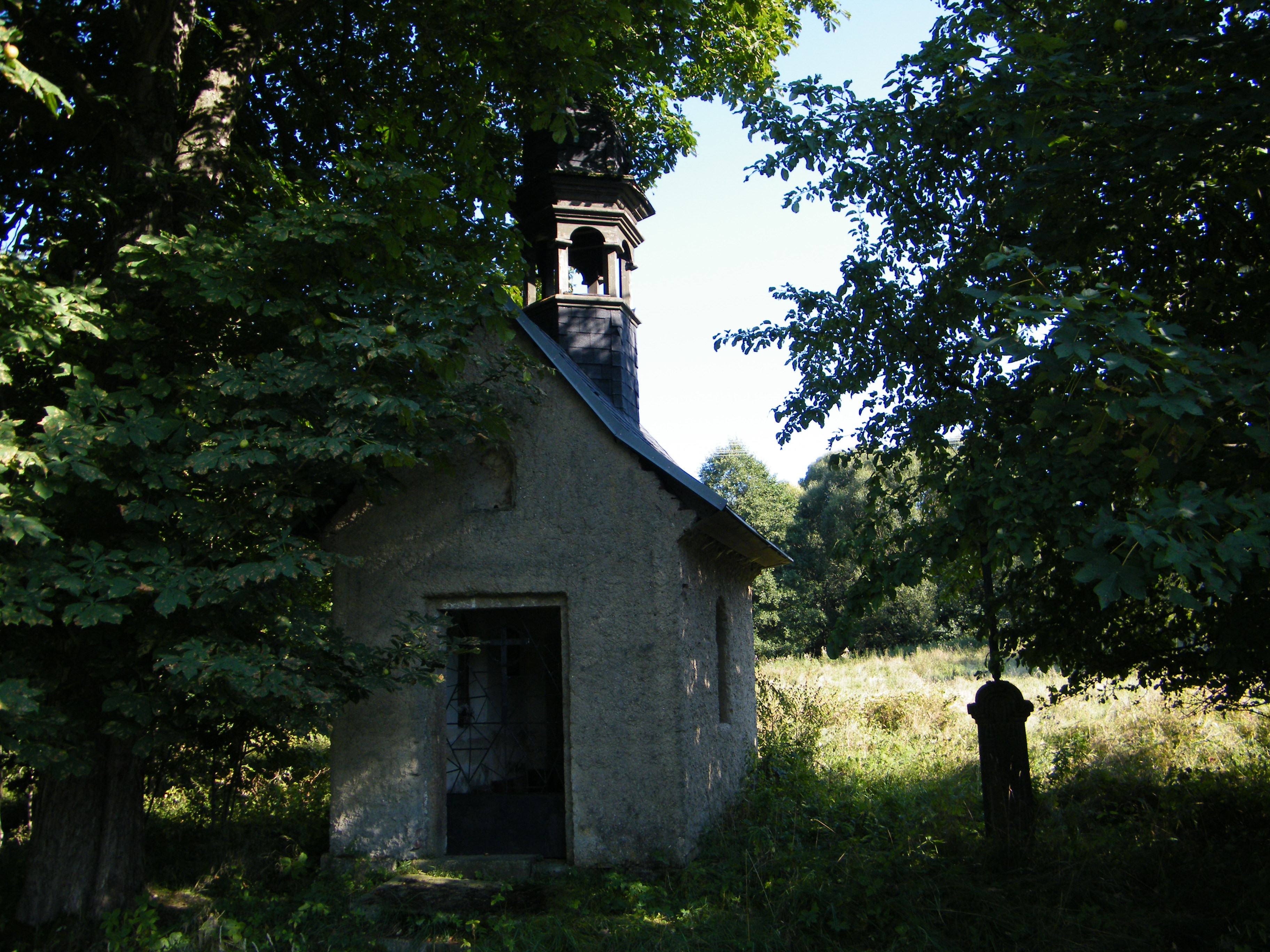
Přední pohled (2016)
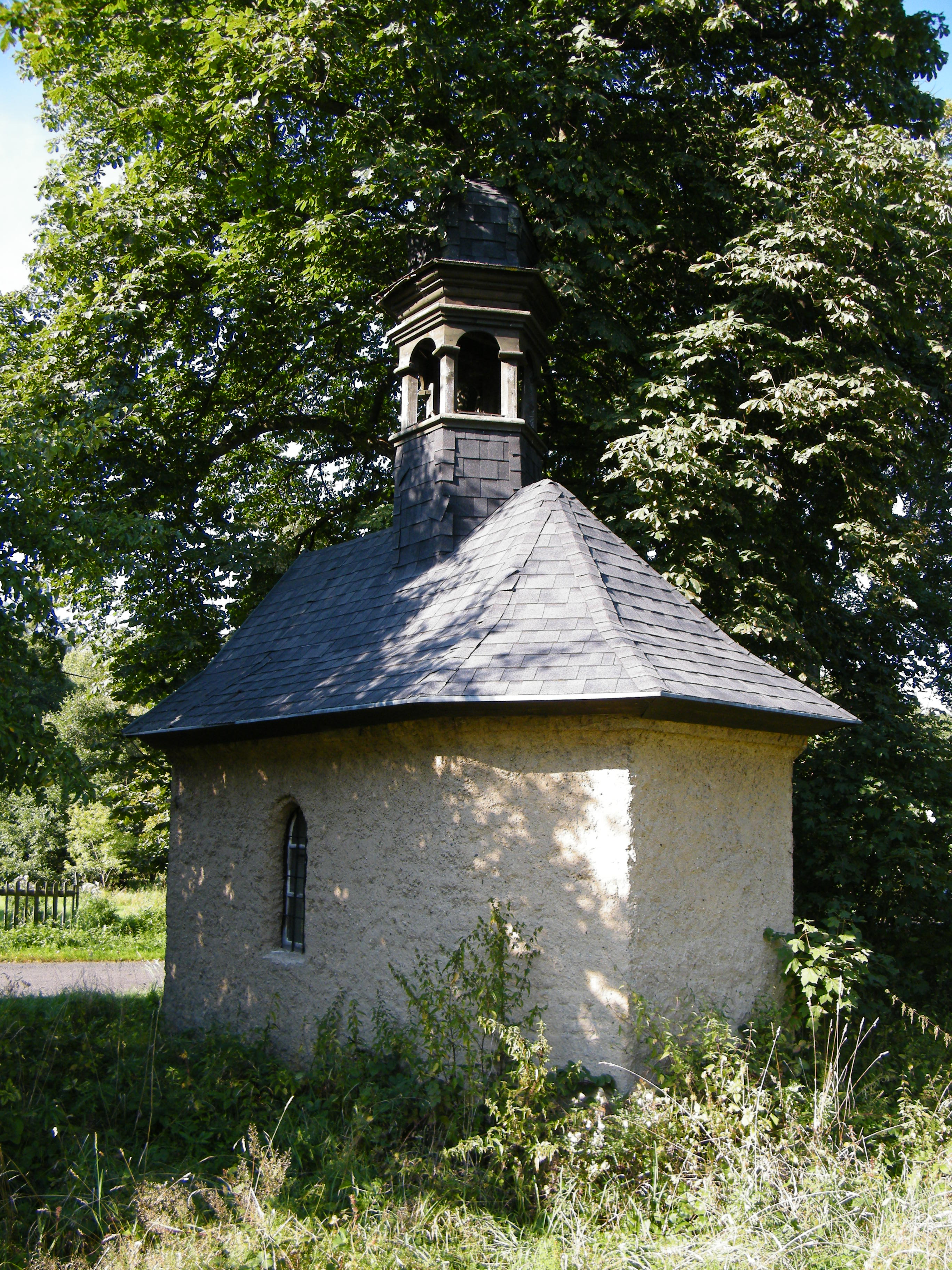
Zadní pohled (2016)
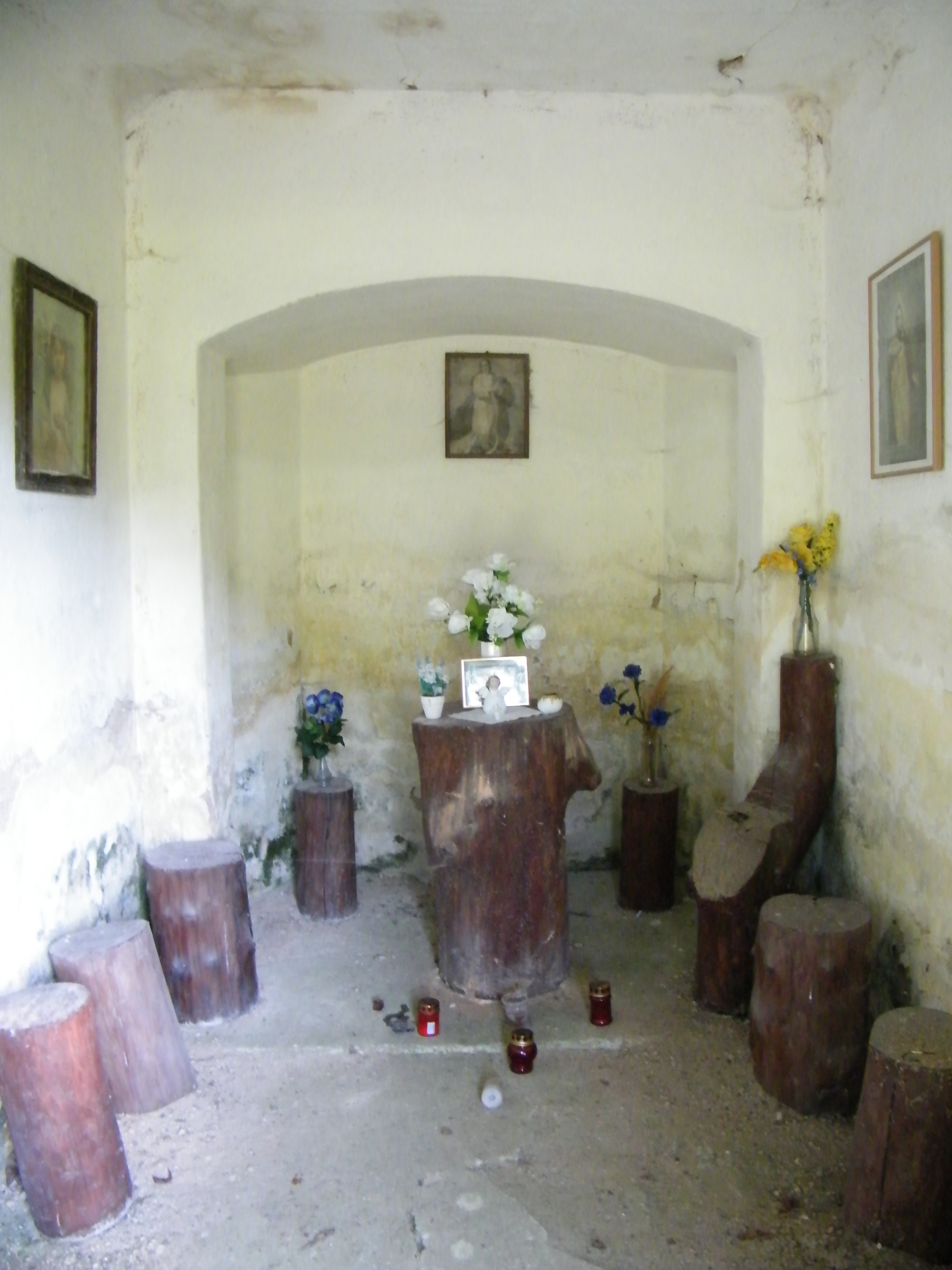
Interiér (2016)